# Aiguilhe
Aiguilhe település Franciaországban, Haute-Loire megyében. Lakosainak száma 1483 fő (2022. január 1.). Aiguilhe Chadrac, Polignac és Le Puy-en-Velay községekkel határos.

## Látnivalók

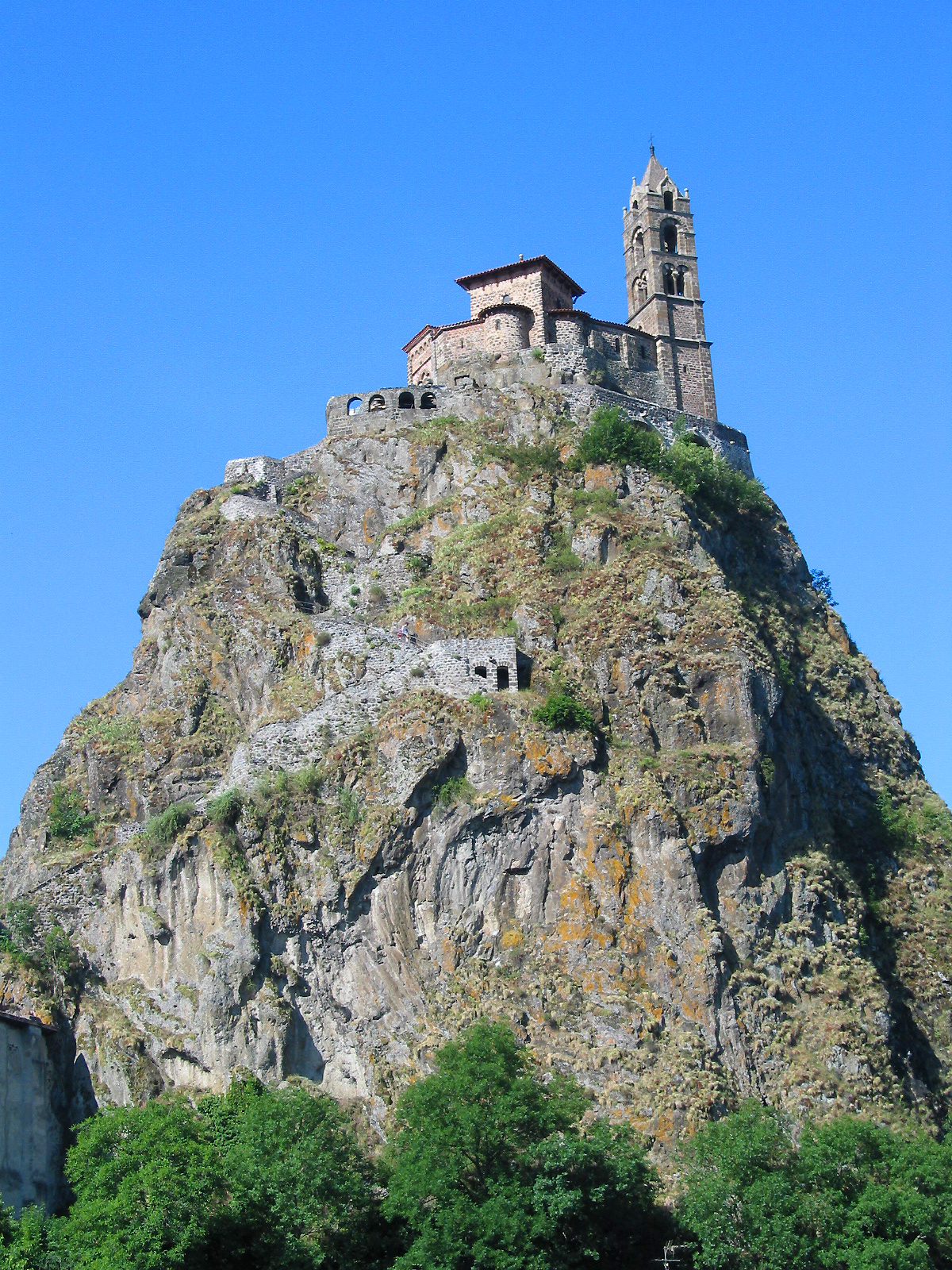
Szent Mihály-kápolna
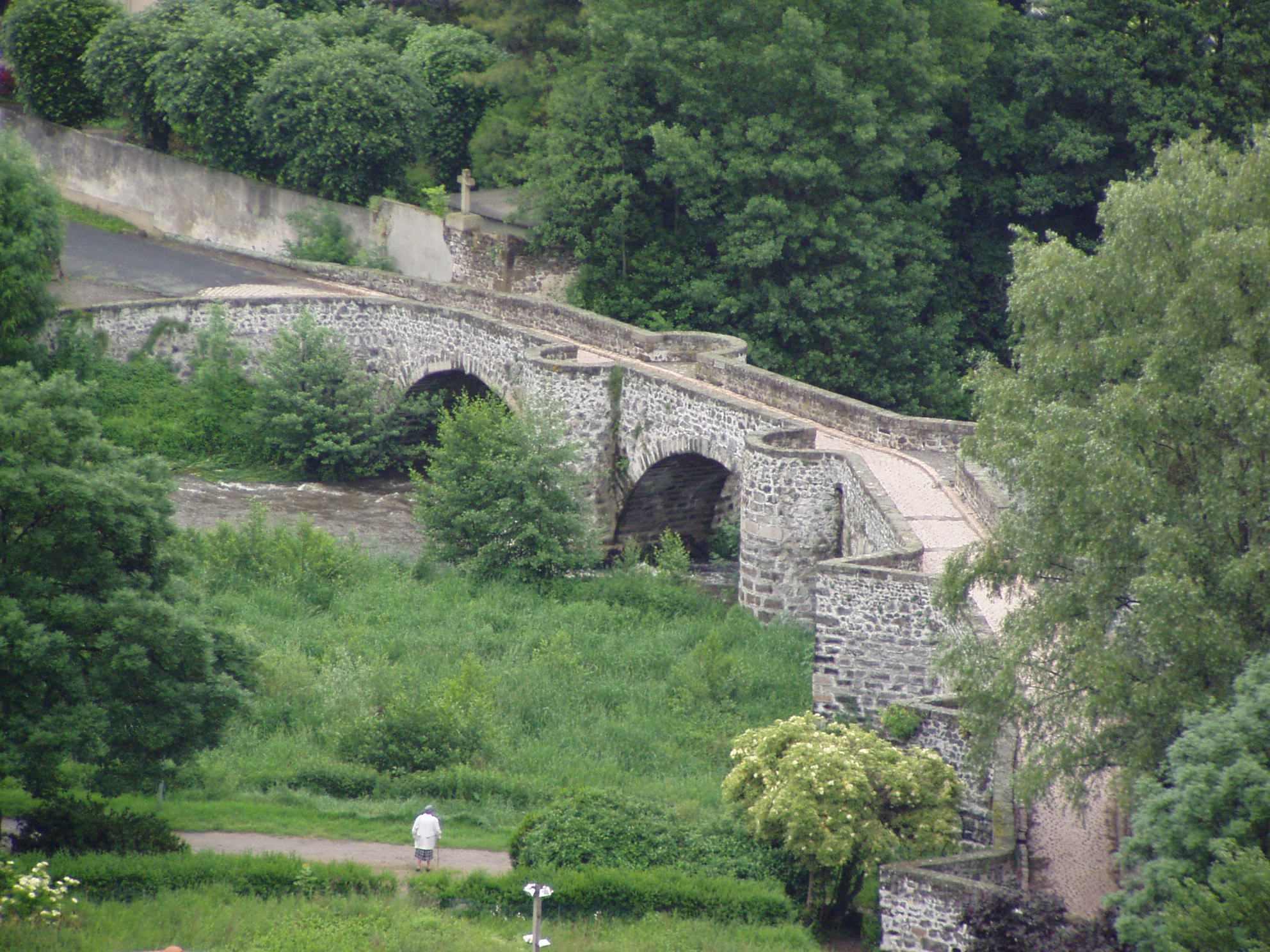
Pont de Roderie
- Régi tanácsház
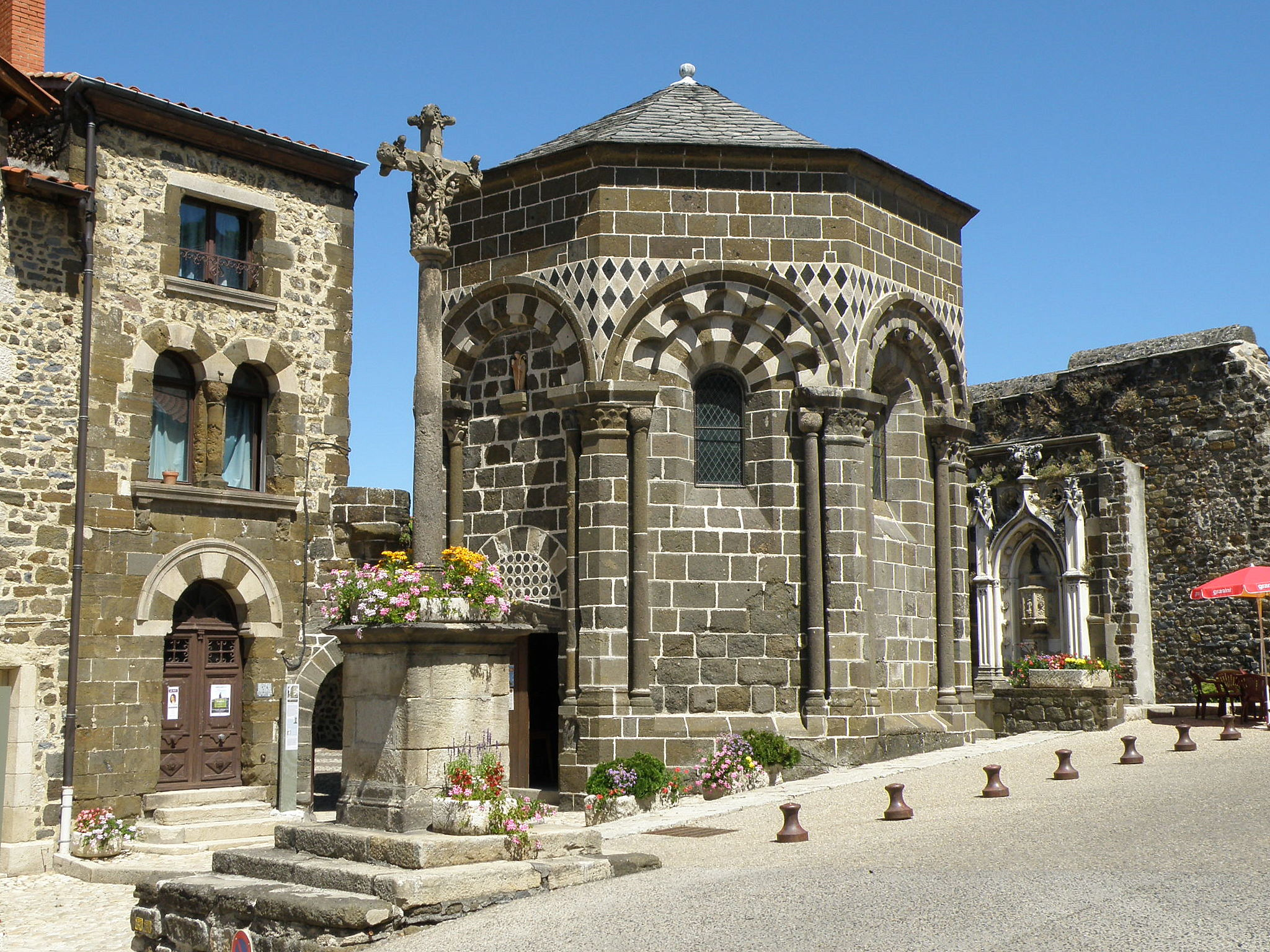
Saint-Clair-kápolna

- Szent Mihály-kápolna
- Pont de Roderie
- Régi tanácsház és Saint-Clair-kápolna

## Népesség
A település népességének változása:
| Lakosok száma | 1137 | 1376 | 1452 | 1595 | 1574 | 1551 | 1511 | 1473 | 1454 | 1483 |
|               | 1968 | 1982 | 1990 | 2006 | 2013 | 2015 | 2017 | 2019 | 2020 | 2022 |